# Вилаграпа (Форли-Чезена)
Вилаграпа је насеље у Италији у округу Форли-Чезена, региону Емилија-Ромања.
Према процени из 2011. у насељу је живело 364 становника. Насеље се налази на надморској висини од 40 м.